# カースタ・ロウ
カースタ・ロウ（Karsta Lowe、1993年2月2日 - ）は、アメリカ合衆国の女子バレーボール選手である。アメリカ代表。

## 来歴
カリフォルニア州サンディエゴ出身。10歳の頃からバレーボールを始めたが、高校まではテニス競技にも打ち込んだ。UCLAブルーインズ在籍時の2014年には、AVCAが選ぶオールアメリカン・ファーストチームに選出された。
2015年5月にアメリカ合衆国代表に初選出され、同年7月に開催されたワールドグランプリでシニア大会デビューを飾ると同時にチームの優勝に大きく貢献し、自らもMVPに輝いた。
2016年8月に行われたリオデジャネイロオリンピックで銅メダルを獲得した。
2022年9月、日本のV1チームであるJTマーヴェラスに入団した。
2023年、同年5月31日付でJTマーヴェラスを退団した。

## 球歴
- アメリカ合衆国代表 - 2015年-
  - オリンピック - 2016年（銅メダル）
  - 世界選手権 - 2018年
  - ワールドカップ - 2015年、2019年
  - ワールドグランプリ - 2015年（金メダル）、2016年（2位）

## 受賞歴
- 2015年 - ワールドグランプリ MVP

## 所属チーム
- UCLAブルーインズ
- Naranjito Las Changas（2015年）
- FVブスト・アルシーツィオ（2015-2016年）
- 北京汽車（2016-2017年）
- イモコ・バレー（2018-2019年）
- FVブスト・アルシーツィオ（2019-2020年）
- アスリーツ・アンリミテッド（2021-2022年）
- JTマーヴェラス（2022-2023年）
- Jakarta Livin Mandiri（2023-2024年）